# Landgericht Roding

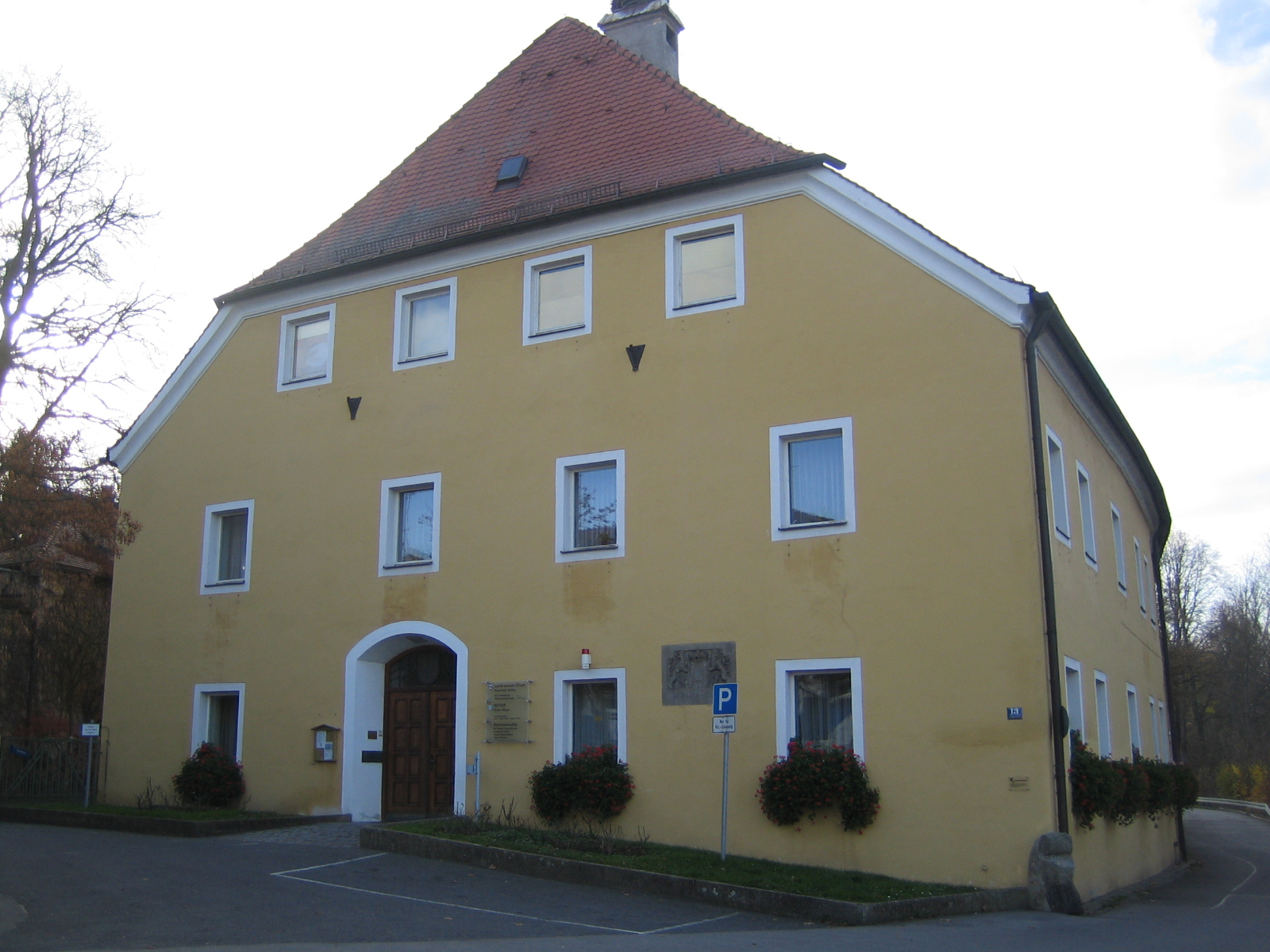
Ehemaliges Landgerichtsgebäude in Roding, Landgerichtstraße 13

Das Landgericht Roding war ein von 1804 bis 1879 bestehendes bayerisches Landgericht älterer Ordnung mit Sitz in Roding im heutigen Landkreis Cham. Die Landgerichte waren im Königreich Bayern Gerichts- und Verwaltungsbehörden, die 1862 in administrativer Hinsicht von den Bezirksämtern und 1879 in juristischer Hinsicht von den Amtsgerichten abgelöst wurden.
Im Jahr 1804 wurde im Verlauf der Verwaltungsneugliederung Bayerns das Landgericht Roding errichtet. Nach Gründung des Königreichs (1806) wurde das Landgericht Roding 1808 dem Regenkreis zugeteilt, der 1838 in Oberpfalz umbenannt wurde.